# Xeresa
Xeresa község Spanyolországban, Valencia tartományban. Xeresa Simat de la Valldigna, Benifairó de la Valldigna, Xeraco, Barx és Gandia községekkel határos. Lakosainak száma 2341 fő (2024).

## Népesség
A település népessége az utóbbi években az alábbiak szerint változott:
| Lakosok száma | 1869 | 1958 | 2141 | 2221 | 2294 | 2246 | 2162 | 2168 | 2244 | 2341 |
|               | 2001 | 2004 | 2007 | 2009 | 2012 | 2014 | 2017 | 2019 | 2022 | 2024 |